# Pedro Rivas
Pedro Rivas Reyna (Colón, 24 novembre 1945 – Colón, 23 giugno 2007) è stato un cestista panamense.

## Carriera
Con Panama ha disputato le Olimpiadi del 1968 e i Campionati mondiali del 1970.